# Фучжоу (диалект)
Фучжоуский диалект (кит. 福州话, Fuzhouhua) — миньский диалект, распространённый в районе Фучжоу провинции Фуцзянь и являющийся основным языком общения местного населения.

## Классификация
Принадлежит к:
- Восточноминьской группе
- Китайской ветви сино-тибетской семьи

Имеет значительные отличия от стандартного китайского.

## Фонология
Характерные особенности:
- 7 тонов в древнем языке (сохранилось 6)
- Сложная система сандхи тонов
- 15 инициальных и 46 финальных звуков
- Отсутствие retroflex согласных[3]

Пример тонов:
| Тон | Контур  | Пример             |
| --- | ------- | ------------------ |
| 1   | ˥ (55)  | 詩 (стихотворение) |
| 2   | ˨˦ (24) | 時 (время)         |

## Лексика
Содержит:
- Архаичную китайскую лексику
- Уникальные местные слова
- Заимствования из малайского и английского[4]

Примеры:
- 厝 (cuò) — дом (в путунхуа: 房子)
- 汝 (nǚ) — ты (в путунхуа: 你)

## Письменность
Использует:
1. Китайские иероглифы (традиционные/упрощённые)
2. Романизацию (Пиньинь для фучжоуского диалекта)

## Современное положение
- Находится под угрозой исчезновения
- Преподаётся в некоторых школах Фучжоу
- Используется в местных СМИ